# Hans Gossen
Hans Gossen (* 31. März 1884 in Berlin; † 15. Januar 1946 in Glienicke) war ein deutscher Klassischer Philologe und Gymnasiallehrer. Sein Spezialgebiet war die Geschichte der Medizin und Naturwissenschaften im Altertum.

## Leben
Hans Gossen war der Sohn des Postbeamten German Friedrich Cäsar Gossen († 1894) und der Elisabeth geb. Hanisch. Sein Vater arbeitete als Geheimer Registrator im Reichstelegraphenamt, wo er unter anderem an der Verbesserung des Telefons arbeitete. Sein Sohn Hans Gossen besuchte ab 1890 das Gymnasium zu Groß-Lichterfelde, legte dort am 4. März 1902 die Reifeprüfung ab und studierte anschließend Klassische Philologie an der Berliner Universität, wo ihn besonders Hermann Diels und Ulrich von Wilamowitz-Moellendorff prägten. Gossen schloss sein Studium 1907 mit der Promotion zum Dr. phil. (2. Februar; Rigorosum am 6. Dezember 1906) und dem Staatsexamen für das höhere Lehramt (2. Juli) ab. In seiner Dissertation untersuchte er die pseudo-galenische Schrift De pulsuum differentiis. Mit dem Staatsexamen erhielt er die Lehrbefähigung in den Fächern Griechisch und Latein für alle Klassen sowie für Französisch bis in die zweite Stufe.
Anschließend trat er in den preußischen Schuldienst ein. Er absolvierte ab dem 1. Oktober 1907 das Seminarjahr am Königlichen Wilhelms-Gymnasium und ab dem 1. Oktober 1908 das Probejahr am Realgymnasium zu Charlottenburg sowie (ab dem 1. April 1909) am Kaiser-Friedrichs-Realgymnasium zu Rixdorf. Dort wurde er zum 1. Oktober 1909 als Hilfslehrer angestellt. Zwei Jahre später wechselte er in derselben Eigenschaft an das Realgymnasium zu Schwiebus und von dort zum 1. Oktober 1912 an das Realgymnasium zu Cottbus, wo er am 1. April 1913 zum Oberlehrer ernannt wurde. Während des Ersten Weltkriegs gehörte er dem Landsturm an.
Nach Kriegsende kehrte Gossen zum 1. April 1919 nach Berlin zurück und unterrichtete am dortigen Prinz-Heinrichs-Gymnasium Latein, Griechisch, Französisch und Naturwissenschaften. Von dort wechselte er zum 1. April 1928 an das Goethegymnasium Hannover. Am 1. April 1935, weit vor der gesetzlichen Altersgrenze, wurde er in den Ruhestand versetzt. Er lebte wiederum in Berlin, wo er vom Wintersemester 1935/36 bis 1944 einen Lehrauftrag für Geschichte der antiken Medizin und Naturwissenschaften erhalten hatte.
Neben dem Schuldienst war Gossen stets wissenschaftlich tätig. Er setzte seine medizinhistorischen Studien fort, arbeitete ab 1926 am Forschungsprojekt Corpus Hellenisticum Novi Testamenti mit und war ab 1927 Mitglied der History of Science Society. Er veröffentlichte Aufsätze in verschiedenen wissenschaftlichen Organen (etwa in der Urania, der Ciba-Zeitschrift und der Quellen und Studien zur Geschichte der Naturwissenschaften und der Medizin) sowie zahlreiche naturwissenschaftliche Artikel für Paulys Realenzyklopädie der klassischen Altertumswissenschaft (RE).
Hans Gossen war verheiratet und hatte drei Kinder. Nach seinem Tod übergab seine Witwe 1955 seinen wissenschaftlichen Nachlass dem Institut für Geschichte der Medizin, das es an die Arbeitsgruppe CMG der Deutschen Akademie der Wissenschaften zu Berlin weitergab.

## Schriften
- De Galeni libro qui Σύνοψις περὶ σφυγμῶν inscribitur. Berlin 1907 (Dissertation)
- Die Tiernamen in Älians 17 Büchern περὶ ζῴων. In: Quellen und Studien zur Geschichte der Naturwissenschaft. Band 4, Heft 3 (1935), S. 128–188
- Die zoologischen Glossen im Lexicon des Hesych. Berlin 1937 [1940] (Quellen und Studien zur Geschichte der Naturwissenschaften und der Medizin 7,1)
- Zoologisches bei Athenaios. Berlin 1939 [1940] (Quellen und Studien zur Geschichte der Naturwissenschaften und der Medizin 7,2–3)
- postum mit Hans Schimank, Gregor Maurach und Fritz Krafft: Otto von Guerickes neue (sogenannte) Magdeburger Versuche über den leeren Raum. Düsseldorf 1968 (Experimenta. Band 2: Quellen und Dokumente)